# Dujava
Dujava (552,8 m n. m.) je sedlo v severní části Ondavské vrchoviny, prochází jím slovensko- polská státní hranice. Polský název sedla je Przełęcz Dujawa.
Sedlem vede silnice II / 545 ze Zborova přes obec Becherov (leží jižně od sedla) do polského města Gorlice.
Pod sedlem je na slovenské straně celnice a v její blízkosti vojenský hřbitov a památník padlým v 1. světové válce.

## Přístup
- silnicí II/545 z Becherova
- po  červeně značené medzinárodní trase E3 od vrchu Javorina (881,2 m n. m.) alebo sedla Nižná Polianka